# История почты и почтовых марок Монако
История почты и почтовых марок Монако охватывает следующие периоды развития почтовой связи на территории Княжества Монако — домарочный, французского правления и самостоятельный, когда в обращение поступили собственные почтовые марки (с 1885). В 1955 году Монако вступило во Всемирный почтовый союз, а в 1993 году — в европейскую организацию PostEurop.

## Развитие почты

### Домарочный период
История почты Монако восходит к первому почтовому штемпелю этого княжества, появившемуся в 1704 году. Конверты без марок известны как с рукописными почтовыми пометками, так и с ручными почтовыми штемпелями для Монако и Fort d’Hercule (французская оккупация 1793—1814). Поскольку княжество когда-то занимало гораздо большую территорию, сюда также можно отнести почтовые штемпели коммун Ментона и Рокебрюн до их отделения в 1848 году.

### Французское правление
В Монако использовались почтовые марки Сардинского королевства с 1851 года по 1860 год, когда по Туринскому договору Сардинское королевство уступило Франции соседнее графство Ниццу и отказалось от протектората над Монако. После этого в обращении были французские почтовые марки с оттисками почтовых штемпелей Монако или Монте-Карло. Известны два вида гашений французского периода. При первом почтовый штемпель ставится на конверте в стороне от марок, сами же марки гасились штемпелем гашения с идентификационным номером почтового отделения 4222, или позднее — 2387, в середине ромба из чернильных точек. При втором почтовый штемпель ставился непосредственно на марки, сразу как штемпель и как гашение. Все из этих почтовых предшественников, особенно почтовые марки Сардинии, погашенные в Монако, гораздо более ценны, чем эти же марки, прошедшие почту в странах-эмитентах.

## Выпуски почтовых марок
Первые почтовые марки Монако появились 1 июля 1885 года. На них был изображён князь Монако Карл III.
Почтовые марки Монако, которые привязаны к почтовым тарифам Франции, сохраняют свою популярность у коллекционеров и считаются одним из источников доходов княжества.

### Надпечатки
Первая надпечатка на марке Монако была сделана в октябре 1914 года на выпуске 1901 года для взимания благотворительного сбора средств с почтовых отправлений в Фонд Красного Креста — в виде красного креста и с указанием надбавки в 5 сантимов к основному номиналу.
Последняя надпечатка, фр. «M. RIOS», была сделана 31 мая 1997 года в виде и посвящена победе чилийского теннисиста Марсело Риоса в теннисном турнире Monte-Carlo Rolex Masters, проходившем 27 апреля 1997 года в Монако.
За весь период было произведено 104 каталогизированные надпечатки, из них 21 почтово-благотворительных, 30 — изменения номинала почтовой марки, 14 — памятных, 39 — по изменению типа марки.

## Развитие филателии
В 1937 году княжество отреагировало на растущий интерес со стороны филателистов созданием бюро по выпуску почтовых марок. Вступление на трон в 1949 году князя Ренье III привело к росту значимости филателистических выпусков княжества. В период своего правления князь принимал личное участие во всех аспектах разработки рисунков и формы филателистических выпусков Монако. Ему приписывают высказывание, что почтовые марки являются «лучшим послом страны». Князь был известным филателистом, его коллекция легла в основу Музея почтовых марок и монет Монако.